# Coming Home (filme)
Coming Home (bra: Amargo Regresso; prt: O Regresso dos Heróis) é um filme norte-americano de 1978, do gênero drama romântico e de guerra, dirigido por Hal Ashby, com roteiro de Robert C. Jones, Waldo Salt, Nancy Dowd e Rudy Wurlitzer.
O filme mostra um painel realista dos efeitos causados pela guerra do Vietnã nos Estados Unidos.

## Sinopse
Em 1968, Sally é casada com um oficial do exército norte-americano que embarcou para o Vietnã. Ela então vai trabalhar num hospital de veteranos, onde se apaixona por Luke, ex-soldado que ficara paraplégico.

## Elenco
- Jane Fonda ....Sally Hyde
- Jon Voight .... Luke Martin
- Bruce Dern .... capitão Bob Hyde
- Penelope Milford .... Viola Munson
- Robert Carradine .... Bill Munson
- Robert Ginty .... sargento Dink Mobley
- Mary Gregory .... Martha Vickery
- Kathleen Miller .... Kathy Delise
- Beeson Carroll .... capitão Carl Delise
- Willie Tyler .... Virgil Hunt
- Louis Carello .... Bozo
- Charles Cyphers .... Pee Wee
- Olivia Cole .... Corrine
- Teresa Hughes .... enfermeira Digroot
- Bruce French .... Dr. Lincoln

## Produção
O papel de Luke Martin foi originalmente oferecido a Sylvester Stallone. O personagem foi vagamente inspirado em Ron Kovic, um veterano da guerra do Vietnã que ficou paraplégico e seria anos depois interpretado por Tom Cruise em Born on the Fourth of July (1989).
Jane Fonda teve uma "dublê de corpo" nas cenas de sexo.

## Principais prêmios e indicações
Oscar 1979 (EUA)
- Venceu
  - Melhor atriz (Jane Fonda)[5]
  - Melhor ator (Jon Voight)[5]
  - Melhor roteiro original[5]
- Indicado
  - Melhor filme[5]
  - Melhor diretor[5]
  - Melhor atriz coadjuvante (Penelope Milford)[5]
  - Melhor ator coadjuvante (Bruce Dern)[5]
  - Melhor montagem/edição[5]

Globo de Ouro 1979 (EUA)
- Venceu
  - Melhor ator - drama (Jon Voight)[6]
  - Melhor atriz - drama (Jane Fonda)[6]
- Indicado
  - Melhor filme - drama[6]
  - Melhor diretor[6]
  - Melhor ator coadjuvante/secundário (Bruce Dern)[6]
  - Melhor roteiro[6]

Festival de Cannes 1978 (França)
- Venceu - **Prêmio de interpretação masculina (Jon Voight)[7]

Prêmio NYFCC 1978 (EUA)
- Venceu - Melhor ator (Jon Voight)[carece de fontes?]